# James Clarke
Pour les articles homonymes, voir James Clarke (homonymie) et Clarke.
James Clarke, ou Jacques Clarke, né en 1653 en Irlande, est un jacobite irlandais dont les enfants durent se réfugier à Nantes après la seconde révolution anglaise, lié par mariage à la famille O'Shiell, un des grands noms parmi les armateurs nantais d'origine irlandaise et à la famille Walsh de Bordeaux, où son fils Jean Clarke est à l'origine d'un château viticole à Mérignac (Château Jolisbois). On ignore la date de sa mort. Il est l'auteur de la famille subsistante Clarke de Dromantin reconnue noble en France depuis 1766.

## Biographie
En 1688, James Clarke est officier municipal de la ville de Dublin. 
Il combat comme capitaine dans l'armée du roi Jacques II. Il s'exile en France à la suite de la bataille de la Boyne de 1690 et au traité de Limerick de 1691.
Dans les années 1670, il épouse Anne O'Shiell, sœur de Luc O'Shiell.
Son fils Thobie (1679-1759), négociant, associé à plusieurs expéditions de Luc O'Shiell dans les années 1710, épouse en 1716 Marie O'Riordan, d'une autre famille de négociants irlandais de Nantes, mariage dont naîtront Anastase et Marie. En 1750, Anastase (née en 1726) épouse Thomas Montaudouin, d'une grande famille d'armateurs nantais, mais lui-même officier. En 1753, Marie (1728-1792), épouse son parent Luc Nicolas O'Shiell, fils de Luc O'Shiell. 
Son second fils, Jacques (1686-1754), s'installe à la Martinique, comme armateur et négociant de Saint-Pierre, membre du Conseil souverain de Martinique, et y épouse Charlotte Banchereau, d'une famille de Tours, fille de Michel Banchereau, lieutenant de la compagnie des marchands du fort Saint-Pierre, capitaine de milice, et de Marie Anne Pain. 
Son troisième fils Jean (1688-1751) s'installe comme négociant et armateur à Bordeaux à l'âge de 23 ans (1711), épouse,  en 1716, Anne-Jeanne Walsh (1696-1781), fille de Thomas Walsh, négociant à Bordeaux. En 1729, il achète  pour 32 000 livres le domaine de Beauséjour, un bien de campagne situé à Mérignac, qui devient à la fois un lieu de résidence et une exploitation viticole.

## Origine du patronymeClarke de Dromantin
Le nom patronymique Clarke est  originaire des Iles britanniques. Le nom de Dromantin provient du fief de Dromantine situé dans le comté de Down, paroisse de Donaghmore, à 7 miles au nord de Newry (Irish genealogical Office 512, Bewley- Dublin).
Le roi Louis XV accorde à la famille Clarke une maintenue de noblesse, sous le nom Clarke de Dromantin provenant de ses ancêtres irlandais,  en décembre 1766 (Archives départementales d'Ille-et-Vilaine. 1Ba 42 f°29 et Bibliothèque Nationale -Chérin- Volume 56. Dossier 1174).

## Armoiries
d'or à une bande engrelée d'azur chargée d'une étoile d'argent entre 2 besants d'or[réf. nécessaire]